# Карелли, Франческо
Франческо Карелли (итал. Francesco Carelli; 1758 — 1832) — итальянский антиквар, археолог и нумизмат.
Написал «Diss. sul origine dell’architectura sacra» (Неаполь, 1831) и составил дополненное Каведони «Nummorum veterum Italiae quos ipse collegit. descriptio» (Неаполь, 1812).
В 1812 году назначен руководителем астрономической обсерватории в Каподимонте недалеко от Неаполя.[?] 